# Paraíso Express
Paraíso Express é o oitavo álbum de estúdio do cantor espanhol Alejandro Sanz, lançado em 2009.

## Faixas
| N.º | Título                                                                | Duração |  |
| 1.  | "Mi Peter Punk"                                                       | 3:47    |  |
| 2.  | "Desde Cuándo" (Alejandro Sanz, Tommy Torres)                         | 3:57    |  |
| 3.  | "Looking for Paradise" (com Alicia Keys)                              | 4:32    |  |
| 4.  | "Hice Llorar Hasta Los Ángeles" (Alejandro Sanz)                      | 4:10    |  |
| 5.  | "Sin Que Se Note" (Alejandro Sanz, P. Arronte, C. Hills)              | 4:26    |  |
| 6.  | "Lola Soledad" (Alejandro Sanz, F. Casas)                             | 3:34    |  |
| 7.  | "Pero Esta Tarde No Te Vas" (Alejandro Sanz)                          | 4:22    |  |
| 8.  | "Mala" (Alejandro Sanz)                                               | 4:16    |  |
| 9.  | "Tú No Tienes La Culpa" (Alejandro Sanz, M. Gutiérrez, Clearmountain) | 4:39    |  |
| 10. | "Nuestro Amor Será Leyenda" (Alejandro Sanz)                          | 4:39    |  |

## Versão Digital
| N.º | Título                                                                | Duração |  |
| 1.  | "Mi Peter Punk"                                                       | 3:47    |  |
| 2.  | "Desde Cuándo" (Alejandro Sanz, Tommy Torres)                         | 3:57    |  |
| 3.  | "Looking for Paradise" (com Alicia Keys)                              | 4:32    |  |
| 4.  | "Hice Llorar Hasta Los Ángeles" (Alejandro Sanz)                      | 4:10    |  |
| 5.  | "Sin Que Se Note" (Alejandro Sanz, P. Arronte, C. Hills)              | 4:26    |  |
| 6.  | "Lola Soledad" (Alejandro Sanz, F. Casas)                             | 3:34    |  |
| 7.  | "Pero Esta Tarde No Te Vas" (Alejandro Sanz)                          | 4:22    |  |
| 8.  | "Mala" (Alejandro Sanz)                                               | 4:16    |  |
| 9.  | "Tú No Tienes La Culpa" (Alejandro Sanz, M. Gutiérrez, Clearmountain) | 4:39    |  |
| 10. | "Nuestro Amor Será Leyenda" (Alejandro Sanz)                          | 4:39    |  |
| 11. | "Looking for Paradise (Remix)" (Alejandro Sanz)                       |         |  |
| 12. | "Desde Cuándo (Acoustic version)" (Alejandro Sanz)                    |         |  |

## Vendas e certificações
| País (2009) | Certificadora | Certificação (limiares de vendas) | Vendas  |
| ----------- | ------------- | --------------------------------- | ------- |
| Argentina   | CAPIF         | Platina                           | 40,000  |
| México      | AMPROFON      | Platina                           | 60,000  |
| Espanha     | PROMUSICAE    | 2× Platina                        | 120,000 |